# Glühen

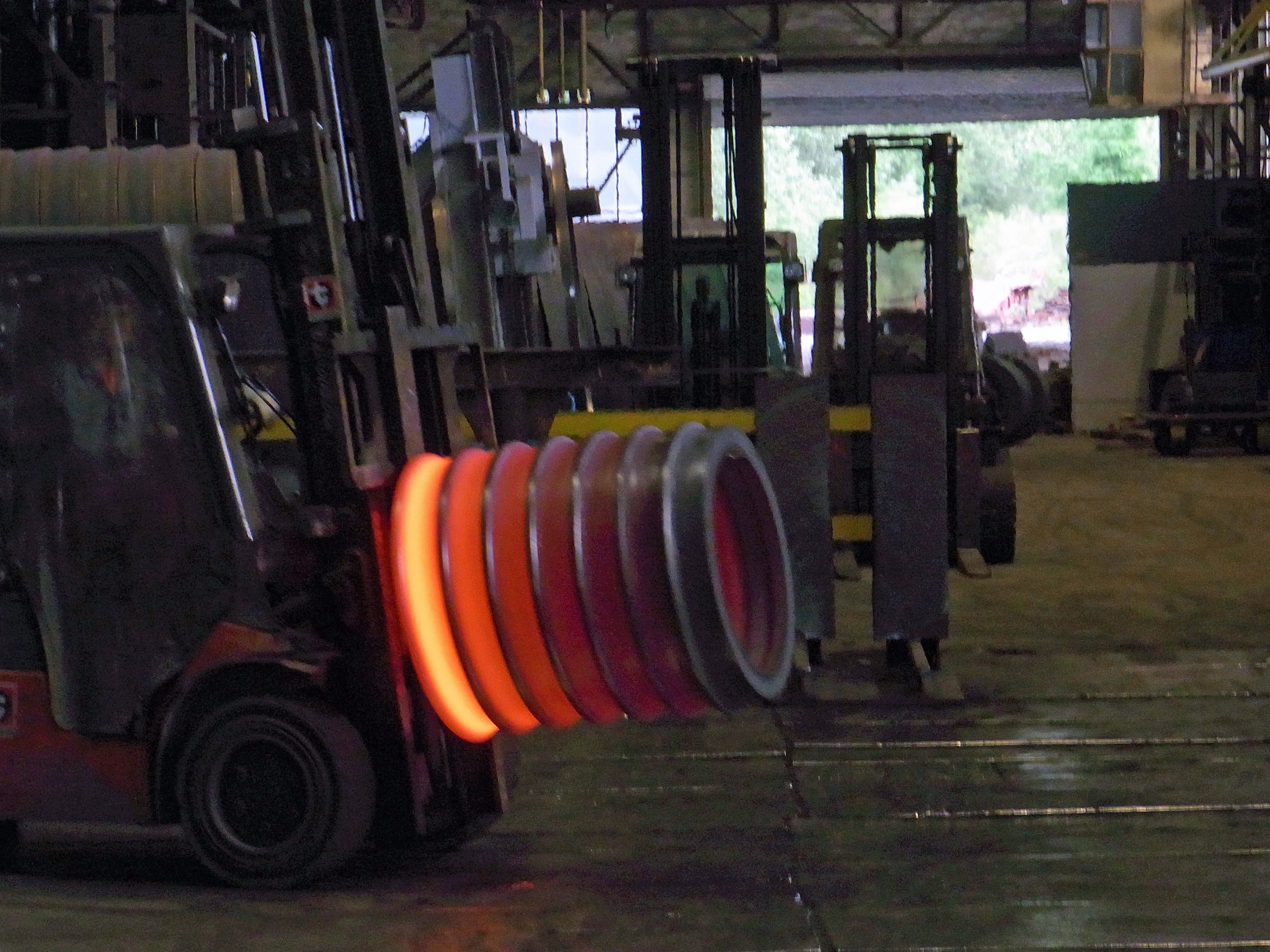
Glühende Radreifen bei der Produktion im Bochumer Verein

Unter Glühen versteht man in der Werkstoffkunde das Anwärmen, Durchwärmen und Abkühlen von meist metallischen Halbzeugen und Werkstücken zur Erzielung definierter Werkstoffeigenschaften. Glühen ist ein Teilgebiet der Wärmebehandlung und zählt nach DIN 8580 zu den Fertigungsverfahren durch Änderung der Stoffeigenschaft.
Ein ähnlicher Vorgang ist das Tempern, das ebenso wie das Anlassen als Teil des Vergütens von Metallen eher unterhalb der Glühtemperatur durchgeführt wird.

## Unterteilung des Glühvorgangs
Man unterteilt den Glühvorgang in mindestens drei Phasen:
1. Anwärmen(auch Aufwärmen oder Hochwärmen)
In der Anwärmphase wird das Werkstück auf die Haltetemperatur gebracht und vollständig durchgewärmt.
2. HaltenIn der Haltephase wird das Werkstück bei einer konstanten Haltetemperatur gehalten. Sie dient dem Temperaturausgleich im Werkstück und der Gleichgewichtseinstellung chemischer und physikalischer Vorgänge im Werkstoff. Die dazu notwendige Dauer wird Haltezeit genannt und ist außer von dem zu erzielenden Ergebnis auch von der Werkstückgeometrie und der Anordnung der Werkstücke im Glühofen bzw. der Wärmebehandlungsanlage abhängig.
3. AbkühlenIn der Abkühlphase wird das Werkstück wieder auf Umgebungstemperatur gebracht.
Sowohl in der Anwärm- als auch in der Abkühlphase kann die Einhaltung spezifischer Anwärm- und Abkühlgeschwindigkeiten erforderlich sein.
Spezialisierte Werkstoffe können auch zusätzliche Teilphasen notwendig machen. Einige Werkstoffe durchlaufen neunstufige Wärmebehandlungen, bis ihre Eigenschaften eingestellt sind. Zur sprachlichen Unterscheidung werden solche komplexen Wärmebehandlungen auch Glühvorschrift oder Glühprogramm genannt. Wobei Glühprogramm homonym gebraucht wird und auch
- die zeitliche Abfolge von Glühungen verschiedener Werkstücke oder
- die Zusammenstellung der möglichen Glühungen für ein Produkt(-sortiment)

bedeuten kann.
Industriell werden zwei verschiedene Verfahren zum Glühen von Stahlband eingesetzt:
- In der Kontiglühe wird das Band abgewickelt und durchläuft kontinuierlich einen mehrere hundert Meter langen Ofen. Durch die Baulänge des Ofens begrenzt, liegt die Glühzeit hier bei maximal 10 Minuten, die Ofentemperatur kann bis zu 950 °C betragen[3], bei der Herstellung von Elektroblech auch darüber. Typische Glühbedingungen: 60 Sekunden bei 700 °C zur Rekristallisation, danach 1 bis 3 Minuten bei 400 °C zur Überalterung.[4] Oft wird das Kontiglühen mit dem Feuerverzinken kombiniert, siehe  Kontinuierliche Bandverzinkung nach dem Sendzimirverfahren.
- Beim Haubenglühen kommen mehrere Coils in einen geschlossenen Ofen. Die Glühdauern können bis zu mehreren Tagen betragen, allerdings sind die Aufheiz- und Abkühlgeschwindigkeiten begrenzt. Die möglichen Temperaturen beim Haubenglühen reichen von 280 bis ca. 700 °C, bei Miteinwicklung von Draht sogar beliebig höher – allerdings muss in diesem Fall anschließend der Rand des Stahlbandes abgeschnitten und verschrottet werden. Bei hochpreisigen Stählen wie kornorientiertem Elektroband kann alternativ zum Drahteinwickeln auch eine trennende MgO-Schicht verwendet werden. Für gezielte Entkohlungs- oder Oxidationsvorgänge muss beim Haubenglühen höherer Aufwand betrieben werden.[5]

## Unterteilung nach Werkstoffeigenschaft

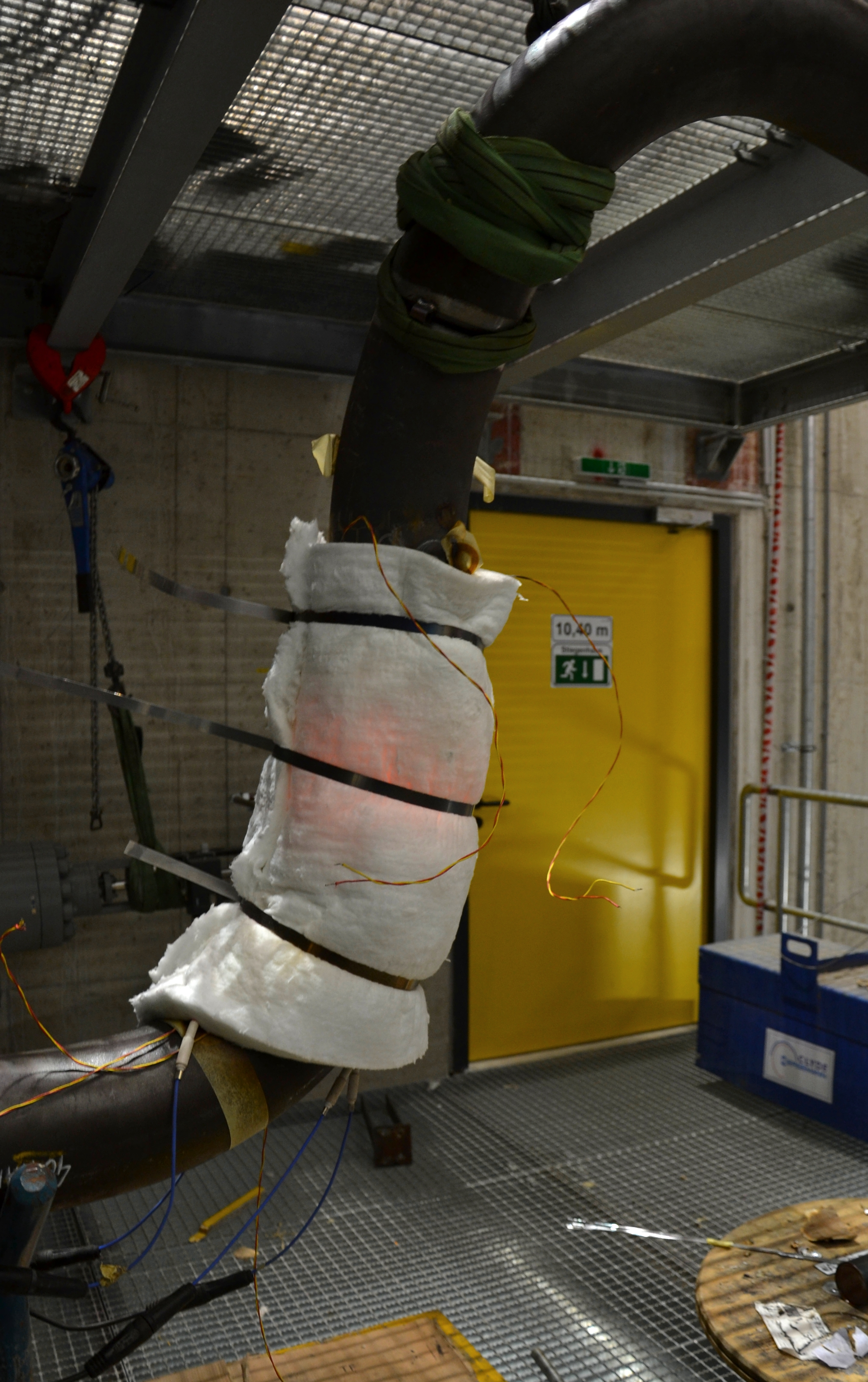
Glühen einer Frischdampfleitung (Auslegungsparameter 545 °C 101 bar) aus dem Werkstoff P91; 1.4903; X10CrMoVNb9-1

Der gewünschten Werkstoffeigenschaft entsprechend unterscheidet man beim Stahl:
WasserstoffarmglühenBeim Wasserstoffarmglühen werden die Werkstücke über mehrere Stunden auf Temperaturen von 200…300 °C gehalten. Dabei entweichen die im Gefüge eingelagerten Wasserstoff-Atome, welche das Material spröde machen, durch Effusion aus den Bauteilen.
SpannungsarmglühenSpannungsarmglühen findet bei relativ niedrigen Temperaturen von 480…680 °C statt und bewirkt, dass Eigenspannungen des Werkstücks beseitigt werden, die durch mechanische Verformung oder Bearbeitung eingebracht wurden. Ansonsten sollen die Stahleigenschaften möglichst nicht verändert werden. Eine langsame Abkühlung verhindert neue thermische Spannungen.
RekristallisationsglühenUnter Rekristallisationsglühen versteht man die Wiederherstellung von Kristallitformen, wie sie vor einer Kaltverformung vorgelegen haben. Dafür wird das Werkstück auf Temperaturen knapp oberhalb der Rekristallationstemperatur von gewöhnlich 550…700 °C aufgeheizt. Die Rekristallationstemperatur hängt vom Werkstoff und Verformungsgrad ab.
WeichglühenBeim Weichglühen von Stahl werden vorhandene Ausscheidungen von Zementit oder Perlit reduziert, um die Härte und Festigkeit des Stahls zu reduzieren und die Verformung zu erleichtern. Typische Temperaturen dafür sind 650…750 °C.
GrobkornglühenBeim Grobkornglühen soll die Größe der einzelnen Kristallite erhöht werden. Damit erniedrigt sich die Festigkeit und Zähigkeit des Materials, was bei bestimmten spanabhebenden Bearbeitungsmethoden gewünscht wird.
Normalglühen (Normalisieren)Das Normalglühen von Stählen ist eines der wichtigsten Wärmebehandlungsverfahren. Es zielt auf die Bildung eines feinkörnigen Gefüges von Kristalliten, die gleichmäßig über das Werkstück verteilt sind, ab. Bei Stählen mit höherem Kohlenstoffgehalt liegt die Glühtemperatur knapp unter 800 °C; bei Stählen mit geringem Kohlenstoffgehalt steigt die Temperatur für das Normalglühen bis auf 950 °C.
Diffusionsglühen / LösungsglühenDiffusionsglühen dauert bis zu 2 Tage lang, findet bei recht hohen Temperaturen von 1050…1300 °C statt und soll für eine gleichmäßige Verteilung von Fremdatomen im Metallgitter sorgen. Die Abkühlgeschwindigkeit bestimmt die Ausbildung der Phasen und somit die Stahleigenschaften.

### Weichmagnetische NiFe- oder CoFe-Legierungen
Nach dem letzten Bearbeitungsschritt müssen weichmagnetische NiFe- und CoFe-Legierungen (wie z. B. Mu-Metall) zur Einstellung der magnetischen Eigenschaften einer Wärmebehandlung unterzogen werden. Diese erfolgt in einer reinen Wasserstoffatmosphäre, je nach Legierung bei bis zu 1150 °C. Die Permeabilitätszahl steigt dabei von typischen Werten von 50…150 nach mechanischer Bearbeitung auf 150.000…300.000.